# Doraegopis boeoticus
Doraegopis boeoticus is een slakkensoort uit de familie van de Zonitidae. De wetenschappelijke naam van de soort is voor het eerst geldig gepubliceerd in 1980 door Riedel.